# (38261) 1999 RY16
1999 RY16 (asteroide 38261) é um asteroide da cintura principal. Possui uma excentricidade de 0.01715040 e uma inclinação de 6.18763º.
Este asteroide foi descoberto no dia 7 de setembro de 1999 por LINEAR em Socorro.